# La fiaccola sotto il moggio (film 1916)
La fiaccola sotto il moggio è un film muto italiano del 1916 diretto da Eleuterio Rodolfi. È tratto dalla tragedia teatrale di Gabriele D'Annunzio.

## Sinossi
Un castello antico in un borgo di montagna, in abbandono e decadenza. La principessa Gigliola dell'antico casato De Sangro sospetta che la madre sia morta per opera del padre Tibaldo, il quale ha sposato una volgare contadina, con la fama di "magara" e incantatrice di serpenti: Angizia. Una notte Gigliola ha la visione del fantasma della madre, che le conferma il sospetto, è stata assassinata dal marito in preda agli inganni di Angizia, e così vuole vendicarsi con un serpente avvelenato, che ripone in un sacco per lasciarlo nella sua camera. Sfortunatamente Gigliola è morsa dal serpente. Nell'ultimo dialogo di lei col padre, Tibaldo finalmente scopre il trucco, uccide di rabbia Angizia, ma assiste impotente alla morte della cara Gigliola.